# Sueviota atrinasa
Sueviota atrinasa is een straalvinnige vissensoort uit de familie van grondels (Gobiidae). De wetenschappelijke naam van de soort is voor het eerst geldig gepubliceerd in 1988 door Winterbottom & Hoese.